# Johannes Hübschmann

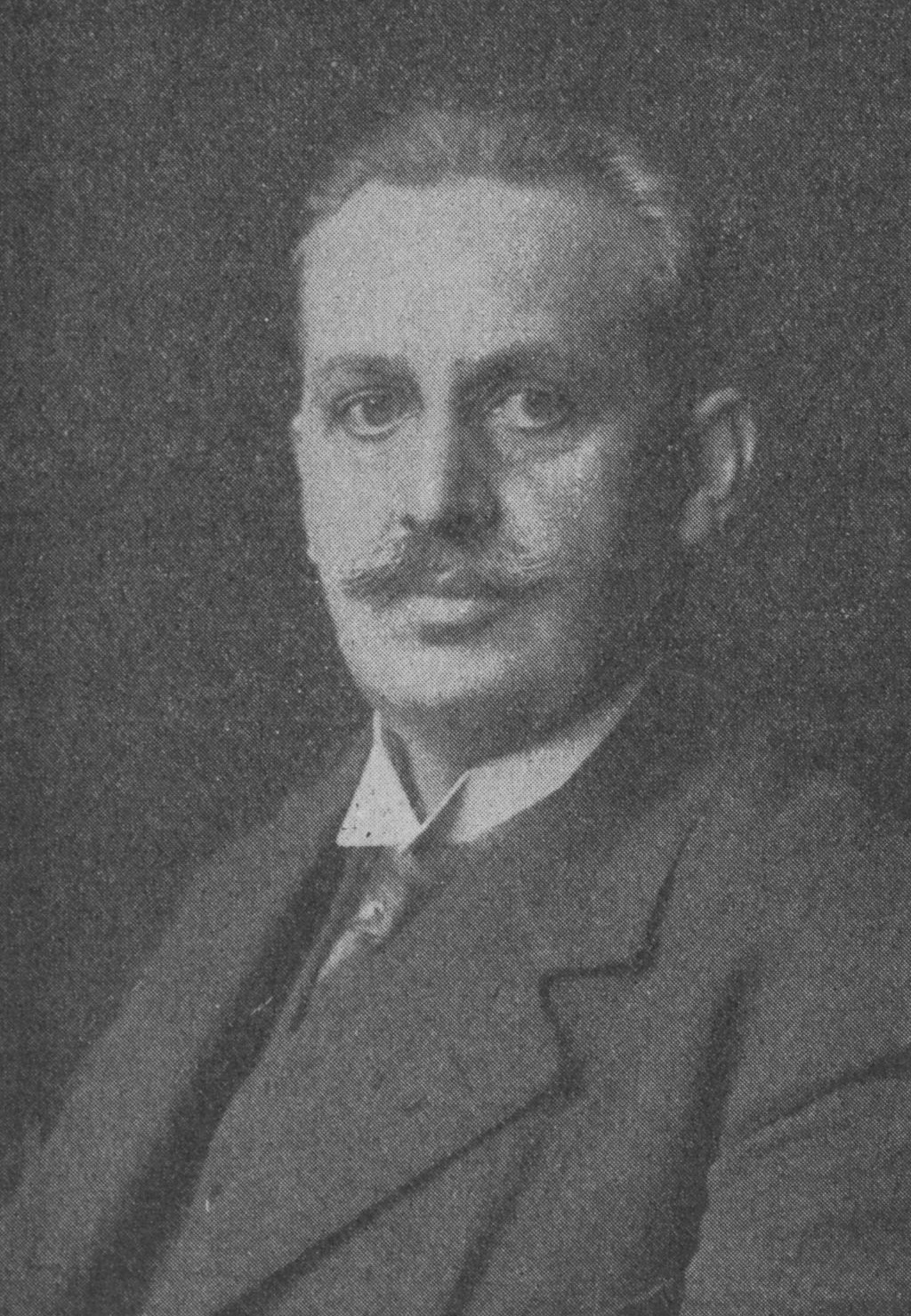
Johannes Hübschmann, um 1928

Johannes Hübschmann, auch Hans Hübschmann genannt (* 25. Februar 1867 in Löbtau; † 22. November 1930 in Chemnitz; vollständiger Name: Hermann Max Johannes Hübschmann), war ein deutscher Jurist und Politiker, der von 1917 bis 1930 Oberbürgermeister der Stadt Chemnitz war. 

## Leben
Seine Kindheit verbrachte er in Dresden, wo sein Vater als Stadthauptkassierer tätig war. Er besuchte dort die Erste Bürgerschule und die Kreuzschule, bevor er an der Universität Leipzig Rechtswissenschaft und Volkswirtschaft studierte. Im Jahr 1889 promovierte er zum Dr. jur.

## Wirken
Im Jahr 1893 wechselte Hübschmann in die kommunale Verwaltung zum Rat der Stadt Dresden, nachdem er zuvor in der Justiz tätig gewesen war. Von 1896 bis 1900 war er Bürgermeister in Waldheim und von 1900 bis 1904 in Oelsnitz/Vogtl. Im September 1904 wechselte er nach Chemnitz und wurde dort 1. Stadtrat und Stellvertreter des Oberbürgermeisters. Vier Jahre später, im Januar 1908, wurde er 2. Bürgermeister von Chemnitz.
Vom 11. Juni 1917 bis zu seinem krankheitsbedingten Austritt am 1. April 1930 übte er das Amt des Oberbürgermeisters aus und leitete die Geschicke der Stadt. Insgesamt wirkte Hübschmann mehr als ein Vierteljahrhundert für die Stadt Chemnitz. In dieser Zeit setzte er sich für ein modernes Berufsschulwesen und ein erweitertes Schulbauprogramm ein. Die vorher im Privatbesitz befindliche Straßenbahn wurde auf seine Anregung hin in städtische Hand überführt. Als 1. Magistratsperson der Stadt Chemnitz gehörte er 1917/1918 der I. Kammer des Sächsischen Landtags an. Zudem saß er von 1920 bis 1926 als Vertreter des 3. Chemnitzer Wahlkreises für die Deutsche Volkspartei (DVP) im Sächsischen Landtag, dessen Vizepräsident er zeitweise war.
Anlässlich seines 25-jährigen Dienstjubiläums erhielt die Marschallstraße auf dem Kaßberg seinen Namen, und die Stadt Chemnitz verlieh ihm seiner Verdienste wegen am 10. März 1930 die Ehrenbürgerwürde. Seine Grabstätte befindet sich auf dem Schlossfriedhof.